# Dálnice M45

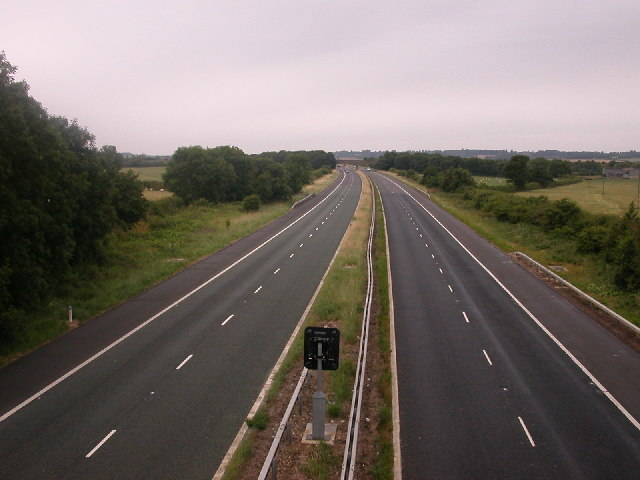
M45 jižně od Rugby, poblíž křižování se zrušenou železnicí „Great Central Railway“.

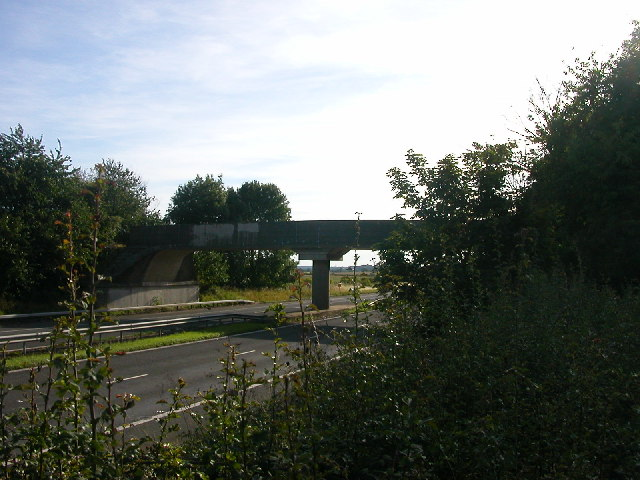
Jeden z Owen Williamsových mostů

M45 je dálnice ve střední Anglii, hrabství Warwickshire, o délce 8 mil, resp. 12,5 kilometrů. Je odbočkou dálnice M1 z jejího nájezdu číslo 17 jihovýchodně od Rugby, končí navazující rychlostní komunikací A45 jihozápadně od Rugby. Je jednou z nejméně zatížených dálnic Velké Británie.

## Historie
Dostavěna byla v roce 1959, když M1 (jako součást spojení Londýna s Birminghamem) byla dokončena ke křižovatce 18. M45 vytvořila přivaděč pro Coventry a Birmingham a rozmělnila dopravu při dočasném konci M1 na křižovatce 18. Obdobně jako jižním koncem M1 je dálnice M10
Jako trasa do Birminghamu byla v šedesátých letech jednou z nejvytíženějších komunikací v Británii. Otevřením dálnice M6 vedoucí podstatně příznivější trasou regionem West Midlands v roce 1972 došlo k značnému poklesu dopravy po M45.
V září 1991 byla ve zhruba dvou třetinách délky od M1 doplněna křižovatka poblíž obce Dunchurch. Tato však umožňuje jen napojení na dálnici ve směru k/od M1.

## Křižovatky
| Dálnice M45                          |            |                              |
| výjezdy od západu                    | Křižovatky | výjezdy od východu           |
| Coventry, Rugby, A45 Dunchurch B4429 | J1         | Začátek dálnice              |
| Bez výjezdu                          | Bez čísla  | Daventry A45                 |
| Začátek dálnice                      | M1 J17     | Jižní anglie, Northampton M1 |